# Eduard Lusikyan
Eduard Sebovich Lusikyan (en ruso: Эдуард Себович Лусикян) (Tuapsé, Rusia, 29 de febrero de 1984) es un exfutbolista ruso que jugaba en la posición de centrocampista.

## Clubes
| Club                         | País  | Año       |
| ---------------------------- | ----- | --------- |
| FC Zhemchuzhina-Sochi        | Rusia | 2002-2003 |
| FC Sochi-04                  | Rusia | 2005      |
| FC Volgar Astrakhan          | Rusia | 2005-2006 |
| FC Oremburgo                 | Rusia | 2007-2009 |
| FC Mordovia Saransk          | Rusia | 2010      |
| FC Armavir                   | Rusia | 2011-2013 |
| FC Chernomorets Novorossiysk | Rusia | 2014-2016 |
| FC Chayka Peschanokopskoye   | Rusia | 2016      |
| FC Armavir                   | Rusia | 2017-2020 |